# Ricardo Glenn
Ricardo Glenn (Detroit, 1º maggio 1990) è un cestista statunitense.